# USS Lexington (CV-2)
O USS Lexington foi um porta-aviões operado pela Marinha dos Estados Unidos e construído pela Fore River Shipyard. Foi a primeira embarcação da Classe Lexington, com o seu único irmão o USS Saratoga sendo comissionado pouco depois. Ele foi originalmente projetado como um cruzador de batalha, porém foi convertido em 1922 para o segundo porta-aviões da história dos Estados Unidos com o objetivo de adequar-se aos termos do Tratado Naval de Washington, que barrou a construção de novos cruzadores e couraçados. O navio entrou em serviço em 1928 e foi designado para a Frota do Pacífico, onde permaneceu por toda sua carreira. O Lexington e o Saratoga foram usados para desenvolver e refinar as táticas de porta-aviões em uma série de exercícios anuais antes da Segunda Guerra Mundial. Em mais de uma ocasião esses incluíram ataque surpresa contra Pearl Harbor no Havaí. Seu sistema de propulsão turbo-elétrico lhe permitiu fornecer energia elétrica para a cidade de Tacoma durante uma seca no final de 1929 e início de 1930. Ele também transportou pessoal e suprimentos médicos para Manágua na Nicarágua após um terremoto em 1931.
O Lexington estava no mar durante o ataque a Pearl Harbor em dezembro de 1941, levando aeronaves para o Atol Midway. Sua missão foi cancelada e ele retornou uma semana depois. O navio então foi enviado a fim de criar uma distração para uma força que estava indo tentar quebrar um cerco na Ilha Wake, atacando instalações japonesas nas Ilhas Marshall. Wake foi forçada a se render antes da força chegar, com a missão sendo cancelada. Outro ataque contra Wake em janeiro de 1942 também precisou ser cancelado quando um submarino japonês afundou um petroleiro que reabasteceria as embarcações na volta. O Lexington foi enviado para o Mar de Coral no mês seguinte com o objetivo de bloquear qualquer avanço japonês na área. Ele foi avistado por aeronaves de reconhecimento enquanto aproximava-se de Rabaul, porém suas aeronaves derrubaram a maioria dos bombardeiros japoneses que o atacaram. O navio atacou com sucesso embarcações inimigas junto com o USS Yorktown na costa da Nova Guiné em março.
O Lexington foi rapidamente reformado em Pearl Harbor e encontrou-se com o Yorktown no Mar de Coral no início de maio. Os japoneses começaram alguns dias depois a Operação Mo, a invasão de Porto Moresby, com os dois porta-aviões tentando impedir as forças invasoras. Eles afundaram o porta-aviões leve Shōhō na Batalha do Mar de Coral, porém só encontraram a principal força japonesa dos porta-aviões Shōkaku e Zuikaku no dia seguinte. As aeronaves norte-americanas conseguiram danificar o Shōkaku, porém os japoneses desabilitaram o Lexington. Combustível de avião inflamou e causou uma série de explosões e incêndios que não podiam ser controlados. O navio acabou sendo deliberadamente afundado pelo contratorpedeiro USS Phelps para que não fosse capturado pelos inimigos. A localização de seus destroços permaneceu desconhecida até serem finalmente encontrados em março de 2018.

## A batalha e o fim

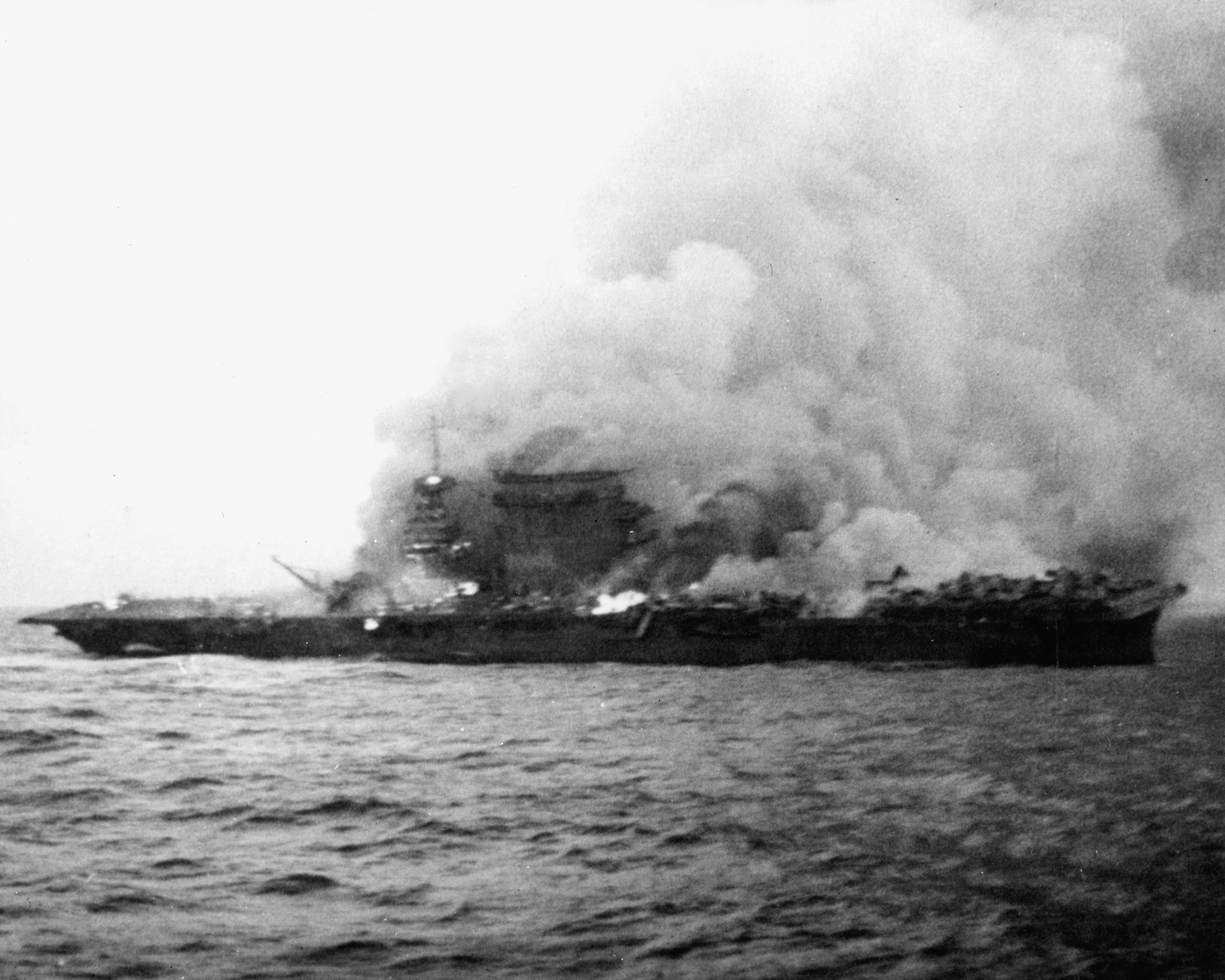
O Lexington arde em chamas antes de afundar.

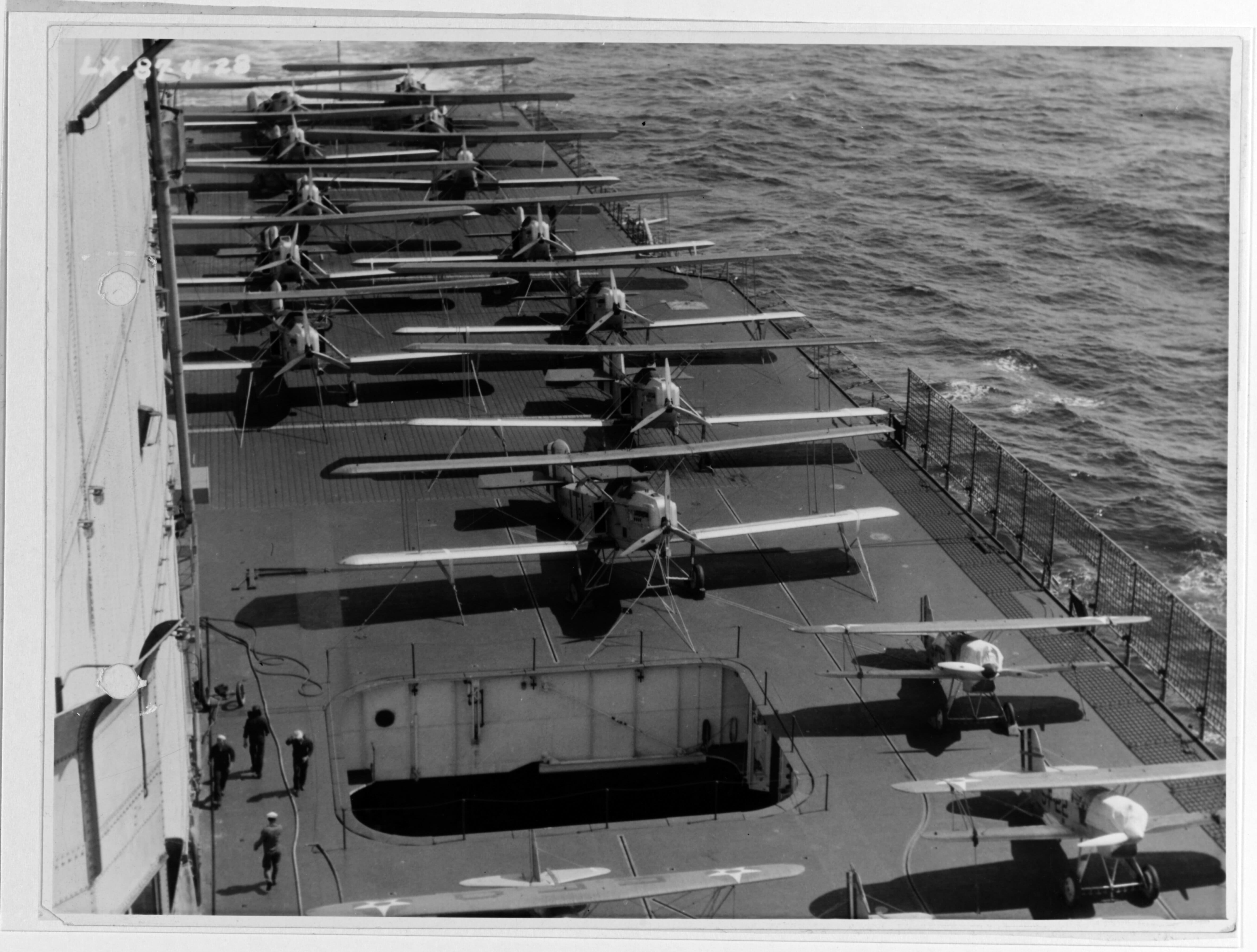
Curtiss F6C e Martin T3M no convés do Lexington em 1928.

Em 7 de maio de 1942, aviões de patrulha da força tarefa localizaram um porta-aviões inimigo, o porta-aviões ligeiro Shōhō, que foi afundado pela aviação do Lexington. Mais tarde naquele dia, esquadrilhas dos ainda não localizados porta-aviões japoneses Shōkaku e Zuikaku atacaram a força naval americana e foram interceptados pelos caças da força tarefa, que derrubaram nove aeronaves japonesas.
Na manhã do dia seguinte, 8 de maio, as patrulhas aéreas do USS Lexington localizaram o grupo de combate do Shōkaku, que foi imediatamente atacado, sofrendo pesados danos. Entretanto, os japoneses revidaram contra-atacando a frota dos EUA e atingindo o porta-aviões com dois torpedos e três bombas, que causaram grandes incêndios a bordo e provocaram uma inclinação de 7° no convés do navio.
As 13h00, a tripulação do Lexington, após árduos esforços, havia controlado os incêndios e reduzido a inclinação da belonave que voltava a se mover em velocidade de batalha, quando o navio foi sacudido por uma grande explosão, causada pela ignição de vapores de gasolina abaixo do convés de pouso, começando novamente um grande incêndio no interior do navio, desta vez sem poder ser controlado. As 17h00 a ordem de ‘abandonar o navio’ foi dada a toda a equipagem do porta-aviões.
Abandonado pela tripulação – recolhida pelos destróieres de apoio - e ardendo em chamas que se erguiam por centenas de metros sobre o mar pelo resto da tarde e começo da noite, o USS Lexington recebeu finalmente em sua carcaça em brasa dois torpedos disparados pelo destróier amigo USS Phelps e afundou às 19h56, após uma última grande explosão.
Seus destroços foram localizados em 5 de março de 2018 por uma equipe de buscas liderada por Paul Allen, cofundador da Microsoft. Na ocasião, o porta-aviões estava a 3 km de profundidade, juntamente com onze 11 de suas 35 aeronaves, algumas delas bem preservadas.

## Prêmios e condecorações
| Bronze star | Bronze star · Bronze star |  |

| American Defense Service Medal com estrela de frota | Asiatic-Pacific Campaign Medal com 2 estrelas de serviço | World War II Victory Medal |